# Diego Gonçalves
Diego Gonçalves (nacido el 22 de septiembre de 1994) es un futbolista brasileño que se desempeña como delantero en el Botafogo, que está de préstamo hasta 2023.

## Trayectoria

### Clubes
| Club           | País     | Año         | Transferencia |
| -------------- | -------- | ----------- | ------------- |
| Olhanense      | Portugal | 2013        | Transferencia |
| Atlético       | Portugal | 2014        | Transferencia |
| Portuguesa     | Brasil   | 2015 - 2016 | Transferencia |
| Internacional  | Brasil   | 2016 - 2017 | Transferencia |
| Paraná         | Brasil   | 2018        | Préstamo      |
| Ventforet Kofu | Japón    | 2018        | Préstamo      |
| Ferroviária    | Brasil   | 2019        | Transferencia |
| Londrina-PR    | Brasil   | 2019        | Transferencia |
| Botafogo-SP    | Brasil   | 2019-2020   | Libre         |
| Figueirense FC | Brasil   | 2020-2021   | Préstamo      |
| Mirassol-SP    | Brasil   | 2021        | Libre         |
| Botafogo-SP    | Brasil   | 2021-2023   | Préstamo      |